# Espel
Espel est un village dans l'ouest de la commune de Noordoostpolder, situé le long de la route provinciale qui mène d'Urk à Lemmer aux Pays-Bas. Le village a été créé en 1956. Le 1er janvier 2006, Espel comptait 1 374 habitants.
Le village a quelques commerces, une église et un stade. Il existe un projet de création d'un musée des Tracteurs miniatures.